# Zygogynum bicolor
Zygogynum bicolor är en tvåhjärtbladig växtart som beskrevs av Van Tiegh. Zygogynum bicolor ingår i släktet Zygogynum och familjen Winteraceae. Inga underarter finns listade.